# Mitchell Leisen
Mitchell Leisen (Menominee, Míchigan 6 de octubre de 1898-Los Ángeles, 28 de octubre de 1972) fue un productor, diseñador de vestuario y director de cine estadounidense.

## Trayectoria

### En el mundo del cine
Tras estudiar la carrera de Arquitectura, Leisen trabajó como diseñador de interiores, años antes de iniciar, en 1919, su trayectoria como director de cine. 
Sus primeras tareas cinematográficas fueron como diseñador de vestuario, decorador y diseñador de producción para películas de Cecil B. DeMille, y a comienzos de los años 1920 asimismo trabajó para Raoul Walsh, Allan Dwan o Ernst Lubitsch. Todo le proporcionó una gran experiencia —el dibujante de figurines pasó a dibujar escenas concretas—, así que hizo de trampolín para saltar a la dirección (el camino normal fue el suyo, y no el de empezar como guionista, que fue el caso de Preston Sturges o John Huston). Logró ser asistente de dirección de Cecil B. De Mille en El signo de la cruz.
Fue nominado al Oscar por su dirección artística gracias a su trabajo en el filme de DeMille Dinamita.
Era amante de la música, y se casó con Stela Yeager, cantante, en 1927; luego estuvo vinculado sin separarse con Natalie Visart (de similares gustos), pero en realidad fue bisexual.

### El realizador
Pero el inicio de Leisen como director no llegaría hasta el 1933 —en la Paramount Pictures—, con Canción de cuna, un drama protagonizado por Dorothea Wieck y Evelyn Venable; de todos modos, siguió trabajando como decorador y diseñador de vestuario. A partir de ese momento, el nombre de Leisen se empezó a relacionar con las grandes melodramas, las comedias románticas y solo a veces con las comedias llamadas "de humor delirante". 
Una de sus obras más reconocidas fue la adaptación de la obra de Alberto Casella, La muerte de vacaciones (1934), con Fredric March y Evelyn Venable. Rodó el brillante Compás de espera un año después. Luego, su film de humor desatado Una chica afortunada (1937), protagonizada por Jean Arthur y con guion de Preston Sturges fue otro gran éxito del director. 
Pero asimismo logró mucha resonancia con la magnífica Medianoche (1939), con Claudette Colbert, Don Ameche y John Barrymore; o  conSi no amaneciera (1941), estas dos últimas con guion de Billy Wilder. Destacaba por la calidad de la imagen en todas ellas: esa década fue su edad de oro.
Durante la década de 1940, Leisen pudo disfrutar de sus momentos de fama en el cine. Ya en Adelante, mi amor (Arise, My Love, 1940), con Claudette Colbert y Ray Milland. 
A continuación, rodó Recuerdo de una noche (Remember the night, 1940), con el segundo y último guion de Preston Sturges, que fue su primer título como productor; Barbara Stanwyck y Fred MacMurray —un músico, que Leisen ayudó a saltar al cine, rodando sucesivamente con él— fueron la pareja protagonista, con gran éxito. Un fiscal acusa a una chica por robo de joyas, y el juicio se pospone hasta que pase la Navidad. El fiscal lleva a la protagonista a Indiana, y la lleva a la casa de su madre, que está de camino a su propia casa. Como la madre la rechaza, ella pasa la Navidad con la familia de él, lo que dará lugar a su encuentro. 
Asimismo destacó con Ella y su secretario (1942), con Rosalind Russell y MacMurray; y con La vida íntima de Julia Norris (To Each His Own, 1946), película escrita por Charles Brackett que le valió un Oscar a Olivia de Havilland. 
Estos fueron algunos de los filmes más destacados en la carrera de Mitchell Leisen.

### Años finales
Cierto giro narrativo se aprecia en En las rayas de la mano (Golden Earrings) (1947), con Marlene Dietrich, con la que había trabajado en Capricho de mujer (The Lady Is Willing) (1942).
También en Mentira latente (No Man of Her Own, 1950), un drama romántico de crimen y suplantación, protagonizado por Barbara Stanwyck y John Lund; era otro estilo ya, la atmósfera era dura y siniestra. Hizo Capitán Carey (1950), film de espionaje con Alan Ladd; o con Casado y con dos suegras (1951), comedia con el protagonismo de Gene Tierney, John Lund, Miriam Hopkins y Thelma Ritter.
En la década de los 50, Leisen abandonaría el cine parcialmente para dedicarse a la televisión, como sucedió con Wagon Train, En los límites de la realidad o Thriller. 
Pero aún haría alguna contribuciones al cine con Eligiendo novio (1957), comedia musical con Jane Powell y Cliff Robertson, sería su última película de ficción como director cinematográfico. Tras otro largo hiato televisivo, Mitchell Leisen retornaría a la pantalla grande con el documental Spree (1967). 
Mitchell Leisen murió de un ataque al corazón en 1972 a la edad de 74 años. Leisen tiene una estrella en el Paseo de la Fama de Hollywood: está situada en el 6233 de Hollywood Boulevard.

## Filmografía

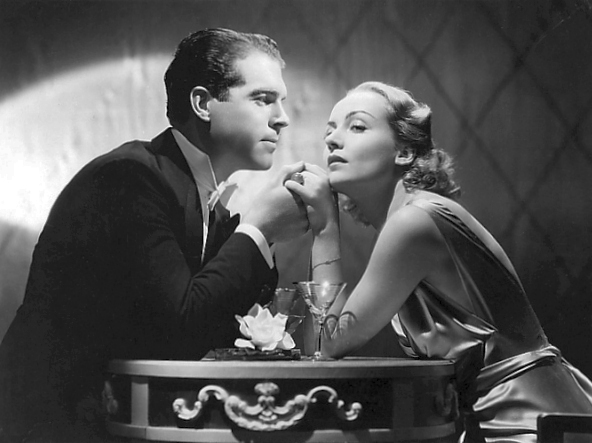
Fred MacMurray y Carole Lombard en una foto publicitaria de la película de 1935 Candidata a millonaria.

| Título en español              | Título original           | Año  |
| ------------------------------ | ------------------------- | ---- |
| Canción de cuna                | Cradle Song               | 1933 |
| La muerte de vacaciones        | Death Takes a Holiday     | 1934 |
| El crimen del Vanities         | Murder at the Vanities    | 1934 |
| Os presento a mi esposa        | Behold My Wife            | 1934 |
| Compás de espera               | Four Hours to Kill!       | 1935 |
| Candidata a millonaria         | Hands Across the Table    | 1935 |
| Thirteen Hours by Air          | Thirteen Hours by Air     | 1936 |
| The Big Broadcast of 1937      | The Big Broadcast of 1937 | 1936 |
| Comenzó en el trópico          | Swing High, Swing Low     | 1937 |
| Una chica afortunada           | Easy Living               | 1937 |
| The Big Broadcast of 1938      | The Big Broadcast of 1938 | 1938 |
| Artists and Models Abroad      | Artists and Models Abroad | 1938 |
| Medianoche                     | Midnight                  | 1939 |
| Recuerdo de una noche          | Remember the Night        | 1940 |
| Adelante, mi amor              | Arise, My Love            | 1940 |
| Vuelo de águilas               | I Wanted Wings            | 1941 |
| Si no amaneciera               | Hold Back the Dawn        | 1941 |
| Capricho de mujer              | The Lady Is Willing       | 1942 |
| Ella y su secretario           | Take a Letter, Darling    | 1942 |
| No hay tiempo para amar        | No Time for Love          | 1943 |
| Una mujer en la penumbra       | Lady in the Dark          | 1944 |
| El pirata y la dama            | Frenchman's Creek         | 1944 |
| Bodas blancas                  | Practically Yours         | 1944 |
| La bribona                     | Kitty                     | 1945 |
| Masquerade in Mexico           | Masquerade in Mexico      | 1945 |
| La vida íntima de Julia Morris | To Each His Own           | 1946 |
| Suddenly, It's Spring          | Suddenly, It's Spring     | 1947 |
| En las rayas de la mano        | Golden Earrings           | 1947 |
| Dream Girl                     | Dream Girl                | 1948 |
| La máscara de los Borgia       | Bride of Vengeance        | 1949 |
| Song of Surrender              | Song of Surrender         | 1949 |
| Mentira latente                | No Man of Her Own         | 1950 |
| Capitán Carey                  | Captain Carey, U.S.A.     | 1950 |
| Casado y con dos suegras       | The Mating Season         | 1951 |
| Cariño, ¿Por qué lo hiciste?   | Darling, How Could You!   | 1951 |
| Young Man with Ideas           | Young Man with Ideas      | 1952 |
| Tonight We Sing                | Tonight We Sing           | 1953 |
| Bedevilled                     | Bedevilled                | 1955 |
| Eligiendo novio                | The Girl Most Likely      | 1955 |
| Spree                          | Spree                     | 1967 |

## Premios y distinciones
Premios Óscar
| Año  | Categoría               | Película | Resultado |
| ---- | ----------------------- | -------- | --------- |
| 1929 | Mejor dirección de arte | Dinamita | Nominado  |

Festival Internacional de Cine de Berlín
| Año  | Categoría                        | Película                 | Resultado |
| ---- | -------------------------------- | ------------------------ | --------- |
| 1951 | Oso de bronce a la Mejor Comedia | Casado y con dos suegras | Ganador   |

Festival Internacional de Cine de Venecia
| Año  | Categoría        | Película                | Resultado |
| ---- | ---------------- | ----------------------- | --------- |
| 1934 | Mención especial | La muerte de vacaciones | Ganador   |